# ال پادرینو (فیلم)
ال پادرینو (به انگلیسی: El Padrino) فیلمی محصول سال ۲۰۰۴ و به کارگردانی دامیان چاپا است. در این فیلم بازیگرانی همچون جنیفر تیلی، فی داناوی، کاتلین کویینلان، رابرت واگنر، تام لیستر جونیور، گری بیوسی، یوآنا پاتسوا، ریچل هانتر و استیسی کیچ ایفای نقش کرده‌اند.